# Північ Центрального узбережжя
Північ Центрального узбережжя (в'єт. Bắc Trung Bộ, досл. «Північний Центральний регіон») — один із географічних регіонів В'єтнаму. Він складається з шести провінцій в північній частині Центрального В'єтнаму: Тханьхоа, Нгеан, Хатінь, Куангбінь, Куангчі, Хюе. Останні дві були найпівнічнішими провінціями Держави В'єтнам і Південного В'єтнаму до Возз'єднання В'єтнаму у 1976 році. У династії Нгуєн ця територія (за винятком Тхиатх'єн) була відома як Hữu Trực Kỳ (територія, розташована ліворуч від Тхиатх'єн).

## Провінції
| Адміністративна одиниця рівня провінції | Столиця  | Населення (2023) | Площа (км2) |
| --------------------------------------- | -------- | ---------------- | ----------- |
| Хатінь                                  | Хатінь   | 1,337,700        | 5,994.45    |
| Нгеан                                   | Вінь     | 3,505,000        | 16,486.49   |
| Куангбінь                               | Донгхой  | 918,670          | 7,998.76    |
| Куангчі                                 | Донгха   | 654,200          | 4,701.23    |
| Тханьхоа                                | Тханьхоа | 3,783,500        | 11,114.71   |
| Хюе (муніципалітет)                     | Тхуанхоа | 1,166,550        | 4,947.11    |

## Географія
При відносно невиликій ширині регіон простягається з півночі на південь від хребта Тамдьєп на півночі до хребта Батьма на півдні. На півночі він межує з Північними пагорбами та горами та Дельтою Червоної річки; на півдні — з регіоном Південь Центрального узбережжя; на заході межує з Лаосом через гірський хребет Чионгшон; на сході омивається Східнов'єтнамським морем (Тонкінська затока). Складний рельєф, сувора та мінлива погода потребують правильного підходу у природокористуванні. Багато глибоководних водойм і гирл річок можуть утворювати великі та малі порти для сприяння внутрішній та міжнародній торгівлі.
Адміністративно Північно-Центральний регіон в даний час включає 6 провінцій і міст площею 51 452,4 км2 (15,5% від загальної площі країни) з 11 113 718 чоловік (11,3% від загальної кількості населення країни), що в середньому становить 216 осіб/км2.
Регіон примикає до Північної ключової економічної зони та Центральної ключової економічної зони, знаходячись на осі руху залізницею та дорогою з півночі на південь. Багато магістралей захід-схід включають головні магістралі: 7, 8, 9 та другорядні магістралі: 46, 47, 48 і 49, що з’єднують Лаос з узбережжям Східнов'єтнамського моря. Існує система аеропортів (Шаованг, Вінь, Донгхой, Хюе) і портів (Нгішон, Киало, Киахой, Шондионг-Вунганг, Нятле (Nhật Lệ), Хонла (Hòn La), Тян Май —Лангко) з лагунами, сприятливими для аквакультури, будучи важливим туристичним центром країни (національний парк Фонгня-Кебанг, стародавня столиця Хюе тощо), що створює умови для економічного обміну між В'єтнамом і Лаосом, М'янмою, Таїландом.